# Kaspar Georg Wilhelm von Harnier

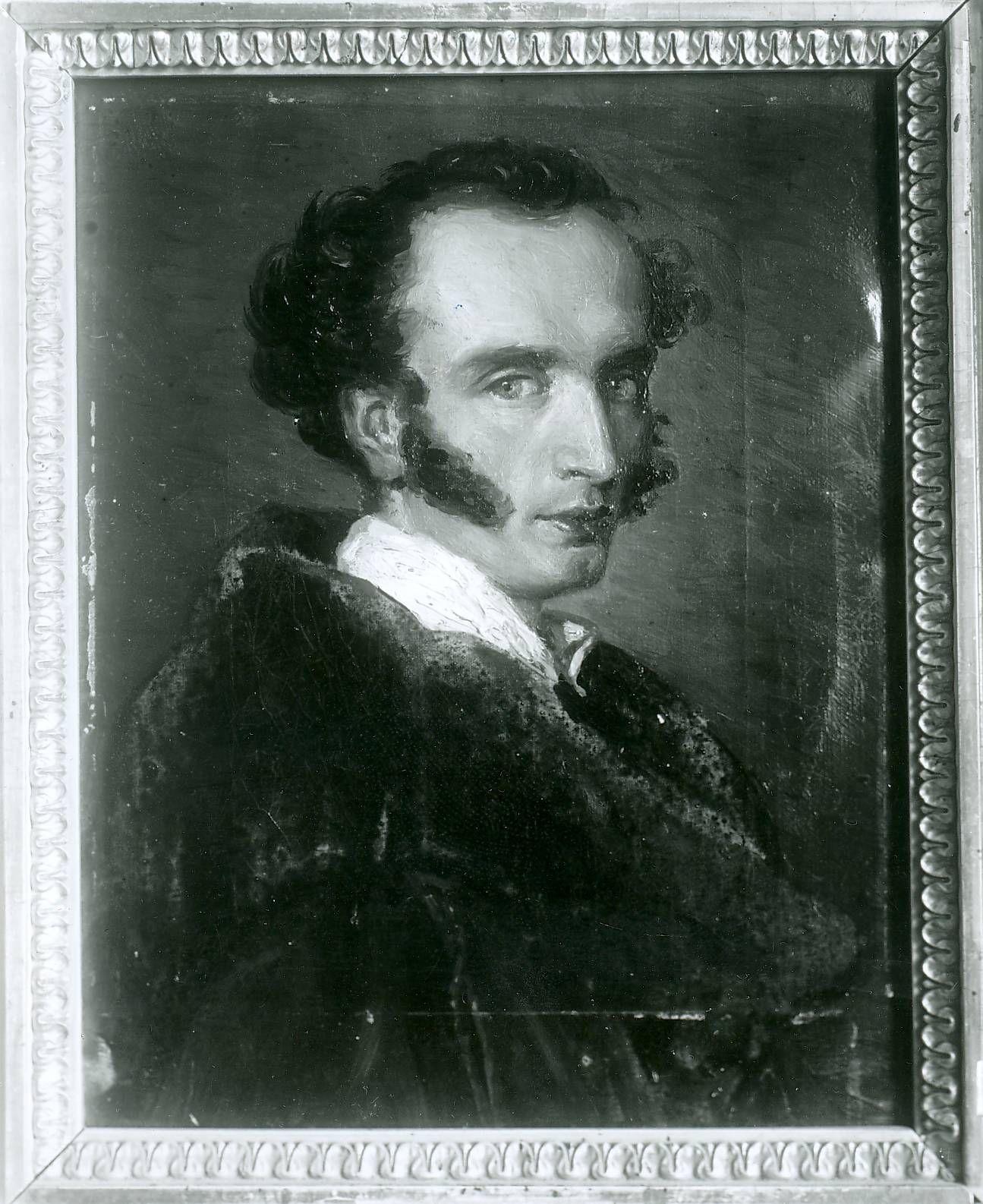
Selbstbildnis

Kaspar Georg Wilhelm von Harnier (* 19. Mai 1800 in München; † 14. August 1838 in Meran) war Jurist, hessen-darmstädtischer Legationsrat und Maler.

## Herkunft
Seine Eltern waren der Bundestagsgesandte Heinrich Wilhelm Karl von Harnier (1767–1823) und dessen Ehefrau Katharina Henriette Fladt (* 24. Juni 1773; † 13. Dezember 1847). Der Hofarzt und Mitglied der kurhessischen Ständeversammlung Richard Maria Harnier (1775–1856) war sein Onkel.

## Leben

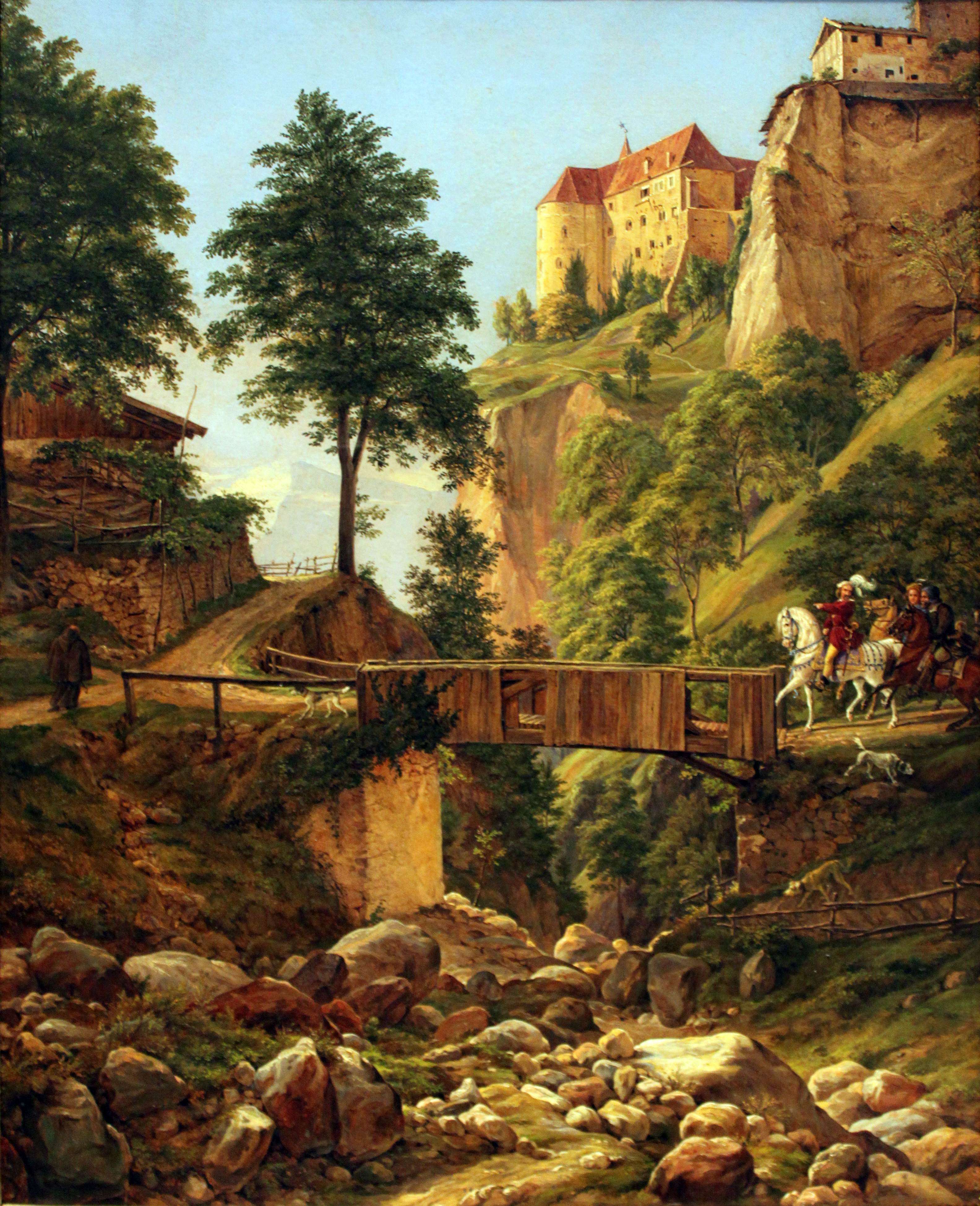
Reiter in altdeutscher Tracht vor der Burg Tirol

1817 begleitete er seine Onkel auf einer Reise nach Rom. Dort traf er deutsche Maler und Grafiker und sah die antiken Bauwerke.
Er begann 1818 mit dem Studium der Rechte an den Universitäten Göttingen, Gießen und Heidelberg. Während seines Studium wurde 1820 bei ihm Lungentuberkulose diagnostiziert. Nach seinem juristischen Examen in Gießen erhielt er eine erste Anstellung am hessischen Hofgericht. Dort blieb er bis Juni 1823 als sein Vater starb. Harnier ging nun für ein halbes Jahr zu Kunststudien nach Paris, wurde aber noch im gleichen Jahr an das Hofgericht in Darmstadt berufen. Dort wurde er 1828 Assessor und 1832 Oberkonsistorialrat. Im Jahr 1834 wechselte er als Legationsrat in das auswärtige Departement in Darmstadt. Den Winter 1837 verbrachte er in Meran und starb auf dem Rückweg nach Darmstadt in München bei der Familie Franz von Poccis. Auf seinen Reisen schuf er eindrucksvolle Landschaftsstudien.

## Familie
Harnier heiratete am 23. Juni 1831 in Darmstadt die Freiin Karoline Johanna von Pretlack (* 19. Januar 1809; † 4. Juli 1838), eine Tochter des Karl Friedrich Ludwig von Pretlack (1769–1830). Das Paar hatte mehrere Kinder:
- Mathilde (* 1. November 1832; † 18. November 1853) ⚭ Julius Westerweller von Anthony, Hessischer Major († 29. November 1868)
- Julius Ludwig Adolph, Abgeordneter (* 16. Juni 1834; † 23. Oktober 1904)

⚭ 1856 Freiin Luise von Rotenhan (* 7. Januar 1837; † 29. November 1865), Tochter von Hermann von Rotenhan
⚭ 1867 Freiin Marie von Rotenhan (* 21. Juli 1843; † 23. März 1869), Schwester von Luise
⚭ 1871 Freiin Anna Julie Luise Riedesel zu Eisenbach (* 7. April 1848), Tochter von Georg Riedesel zu Eisenbach
- Wilhelm (1836–1861), Forschungsreisender